# Comisión de investigación
Una comisión de investigación, comisión investigadora, comité de investigación o comité investigador es un órgano que los Congresos y Parlamentos, o sus respectivas cámaras, pueden crear, en el marco jurídico que las regula, para investigar situaciones de interés público, en ejercicio de sus facultades de fiscalización.

## Regulación por países

### España
En España, según dispone la Constitución, el Congreso de los Diputados y el Senado, y, en su caso, ambas cámaras conjuntamente, podrán nombrar comisiones de investigación sobre cualquier asunto de interés público.
Las comisiones de investigación deben elaborar un plan de trabajo y pueden nombrar ponencias en su seno y requerir la presencia de cualquier persona para ser oída. Las conclusiones de la comisión no son vinculantes para los Tribunales, ni afectan a las resoluciones judiciales, sin perjuicio de que el resultado de la investigación sea comunicado al Ministerio Fiscal para el ejercicio, cuando proceda, de las acciones oportunas. Son, por tanto, decisiones políticas sin efectos legales. Se pueden llevar al Pleno del Congreso, donde se vota su respaldo.
En junio de 2023, el Tribunal Constitucional acordó por unanimidad reconocer amparo a una empleada pública que compareció en una comisión de investigación de la Junta General del Principado de Asturias puesto que esta comisión le había imputado una serie de hechos delictivos. A juicio del tribunal, las comisiones de investigación no pueden violar el principio de presunción de inocencia al culpabilizar a un compareciente sin que exista sentencia judicial en ese sentido ya que no es competencia de un parlamento «efectuar una calificación jurídica de los hechos investigados, ni llevar a cabo imputaciones o determinaciones personales sobre la autoría de comportamientos ilícitos».